# Venus y Cupido (Cranach)

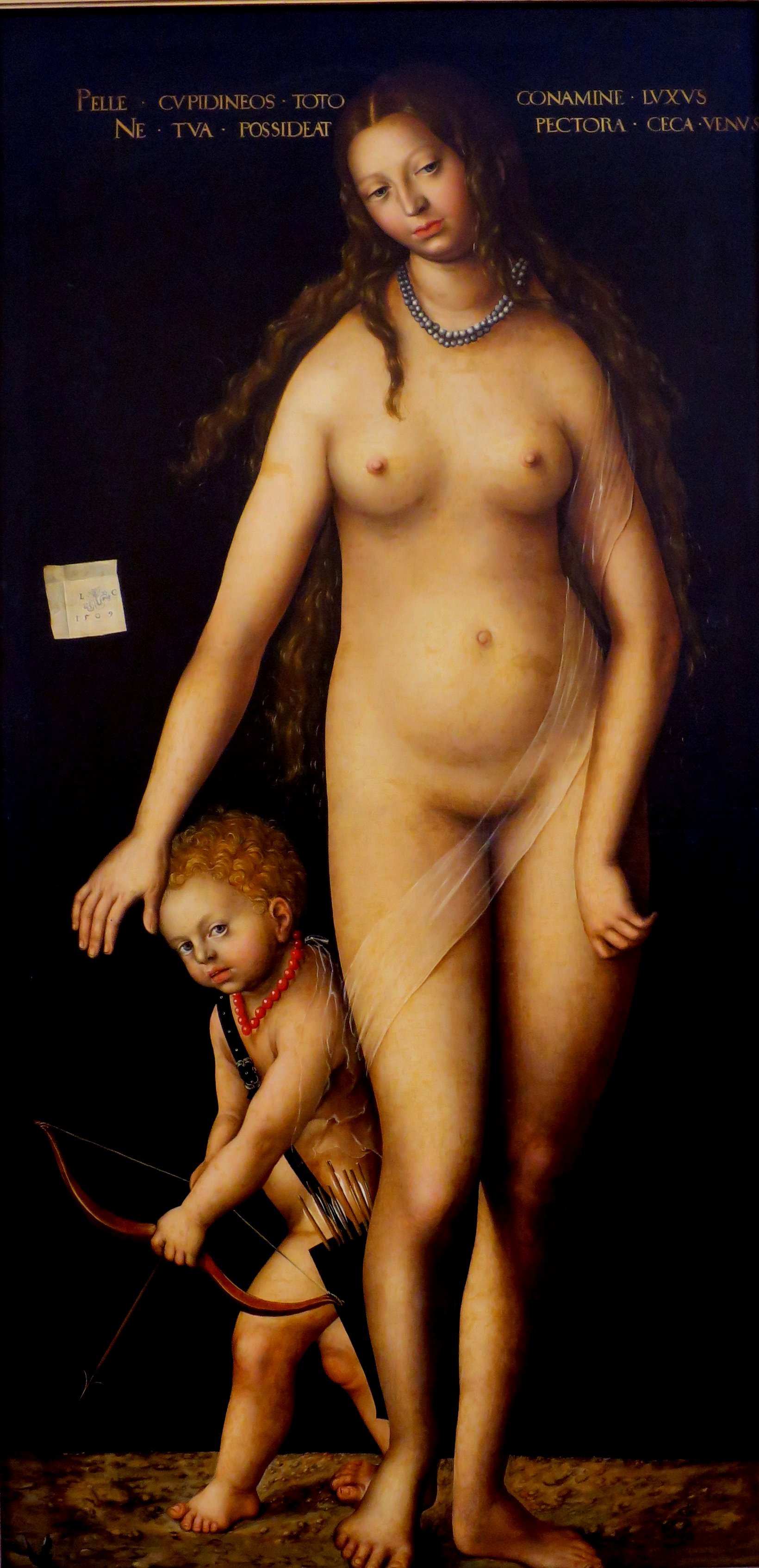
Venus y Cupido (óleo sobre lienzo,) de 1509. Museo del Hermitage, San Petersburgo

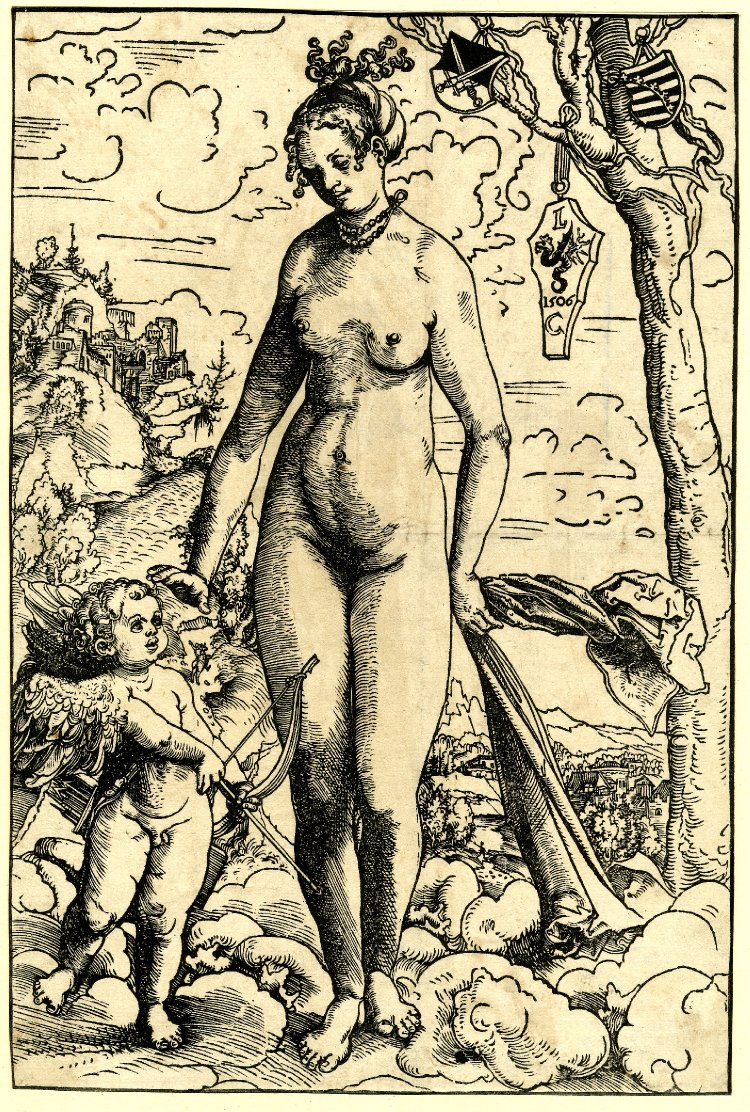
Venus y Cupido (xilografía,) de 1508-1509 (circa). British Museum

Venus y Cupido (1509), óleo sobre lienzo a tamaño natural, es la primera de numerosas obras realizadas por el alemán Lucas Cranach el Viejo con Venus como protagonista, aunque muchas veces acompañada de Cupido. Forma parte de la colección del Museo del Hermitage (San Petersburgo). Alrededor de esta fecha, Cranach también realizó una xilografía parecida, actualmente en el British Museum.
Combina la influencia del Renacimiento italiana con la religión y la moral del humanismo alemán, siendo la primera pintura de Venus desnuda realizada por un artista del norte de Europa.

## Descripción de la obra
Muestra a Cupido con su arco armado, es decir, a punto de disparar una flecha. Sin embargo, Venus le calma con un gesto de su mano derecha, una señal de retener los deseos carnales.
La inscripción, en latín, posiblemente añadadida posteriormente por un amigo, un seguidor del humanismo de Wittenberg reza: 

Aleja, con todas tus fuerzas, al gusto de Cupido por la voluptuosidad / O Venus se apoderará de tu alma cegada.

## Variantes sobre el tema
Alrededor de 1526, Cranach introduce en sus obras sobre Venus y Cupido la variante de mostrar a Cupido robando miel y/o quejándose a Venus por las picaduras de las abejas.

## Galería de algunas de las otras obras de Cranach con Venus y Cupido

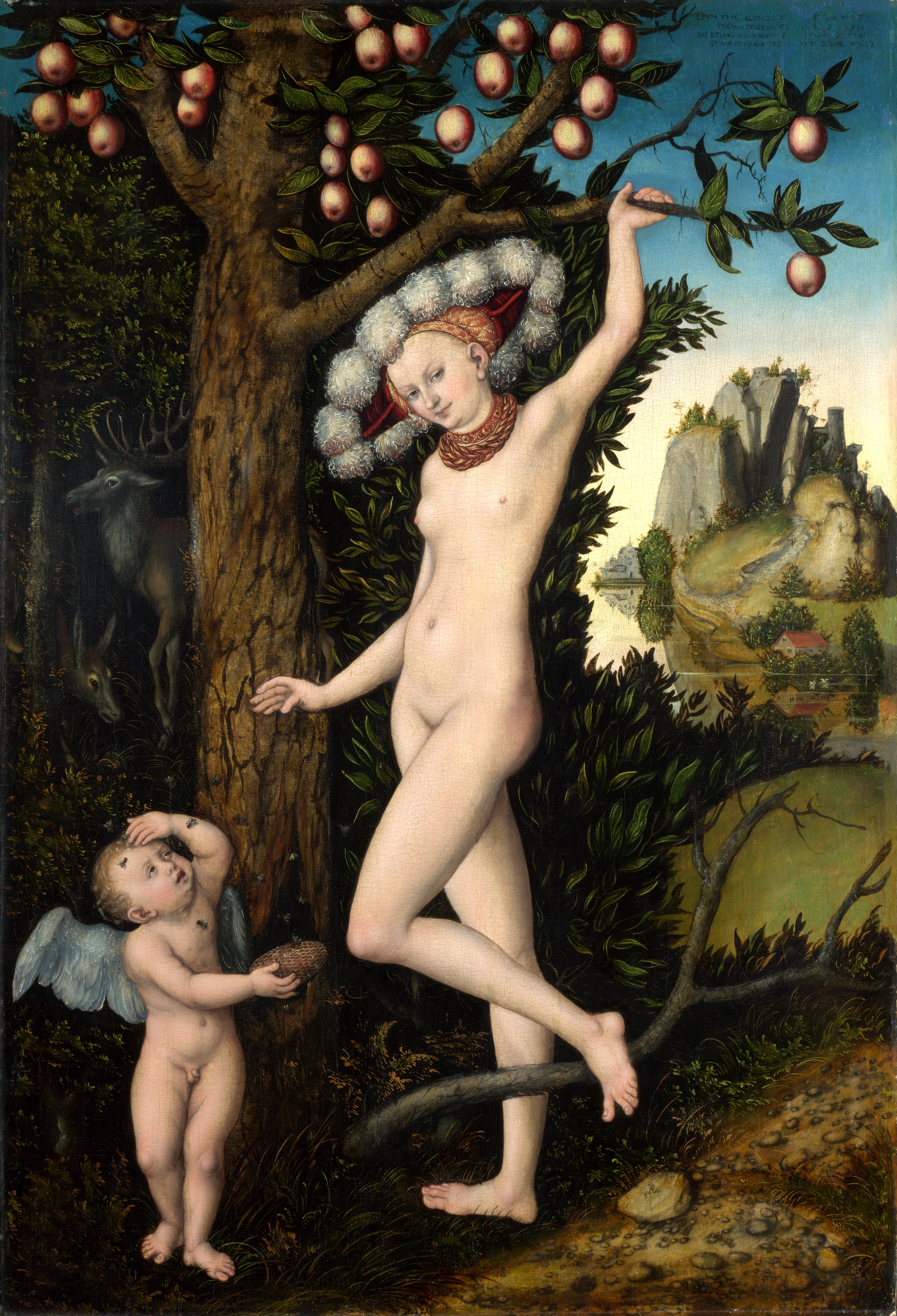
Cupido quejándose a Venus (ca. 1526-7). The National Gallery, Londres
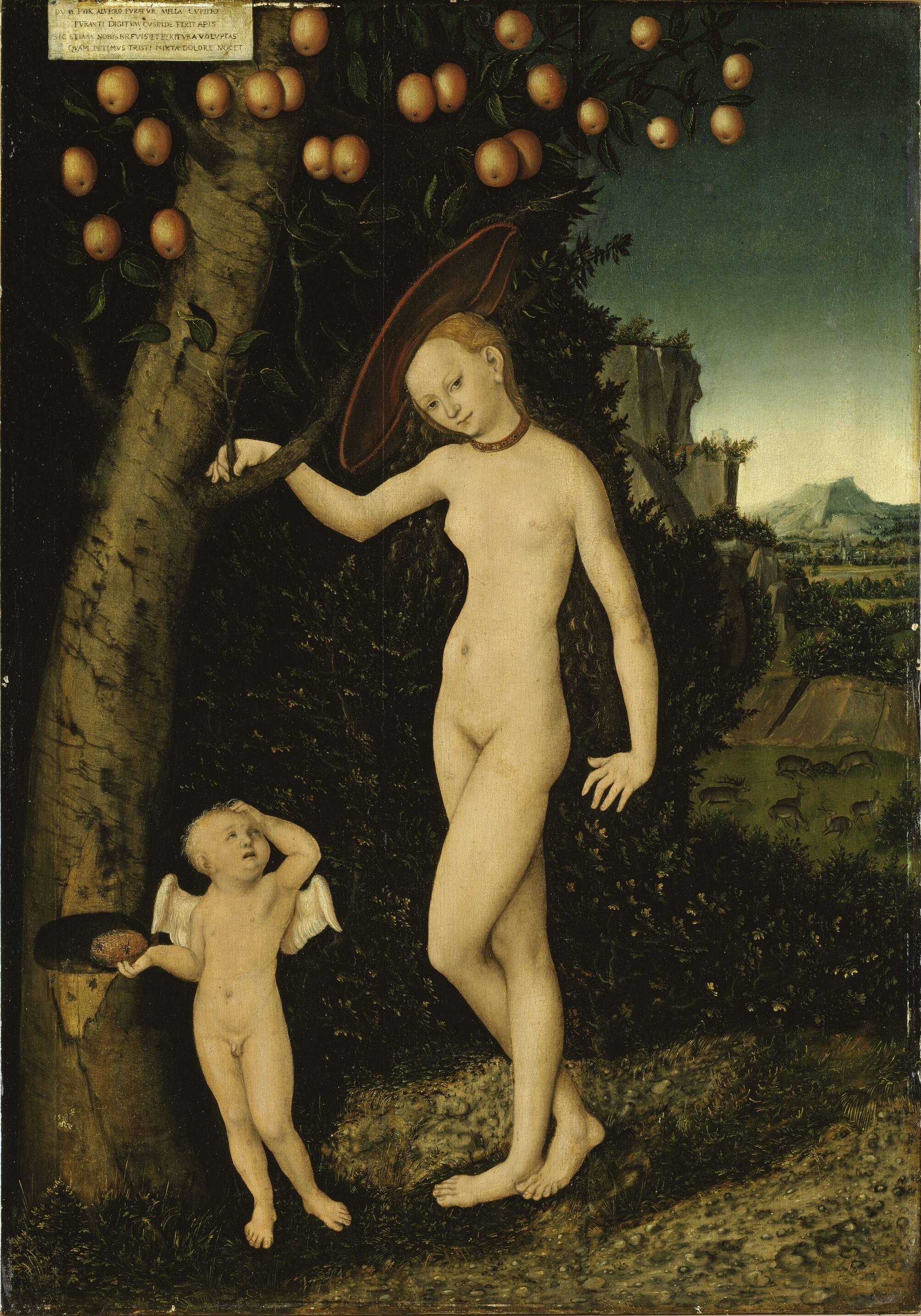
Venus y Cupido, el ladrón de miel (1527). Palacio de Güstrow, Güstrow
Venus y Cupido (ca. 1530). Gemäldegalerie, Staatliche Museen, Berlín.[nota 2]
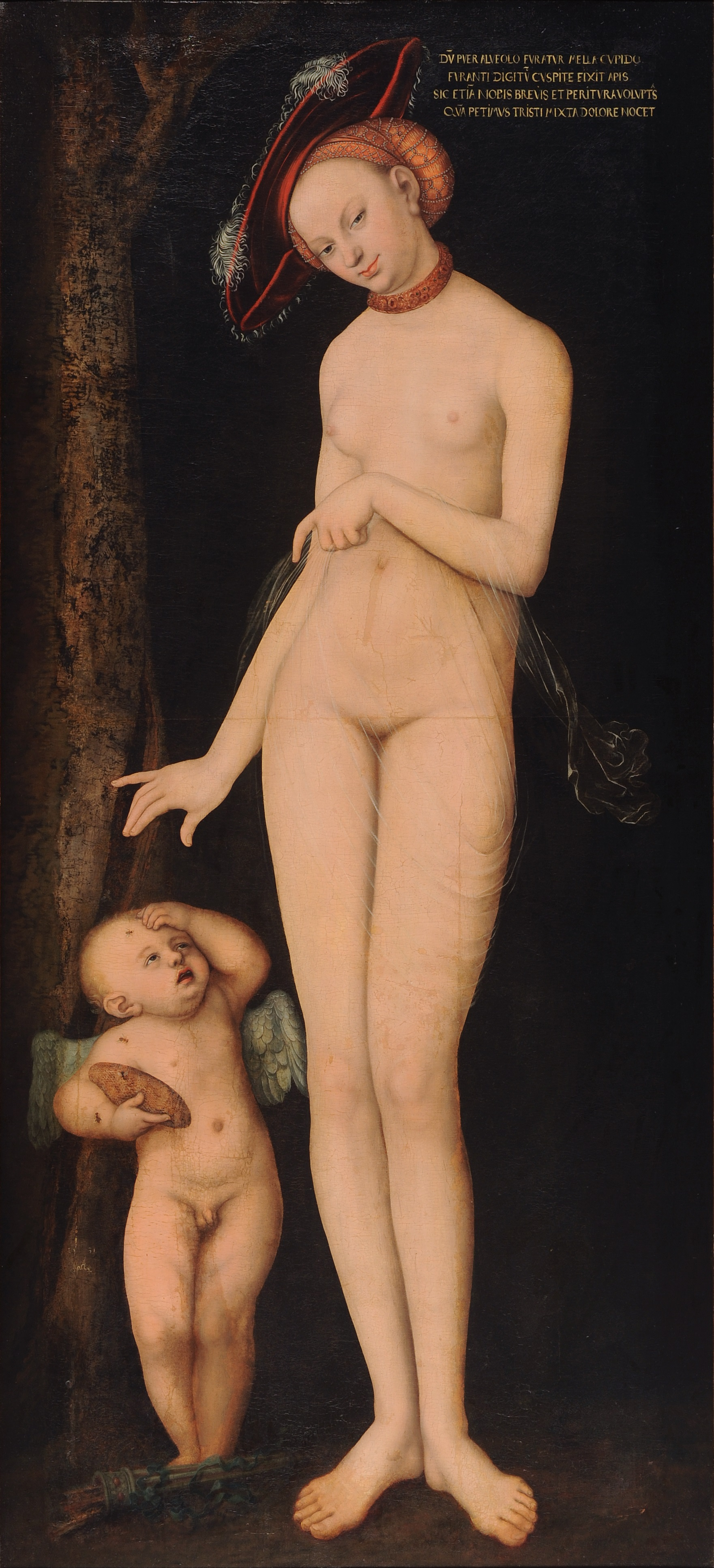
Venus y Cupido, el ladrón de miel (1531). Museos Reales de Bellas Artes de Bélgica, Bruselas
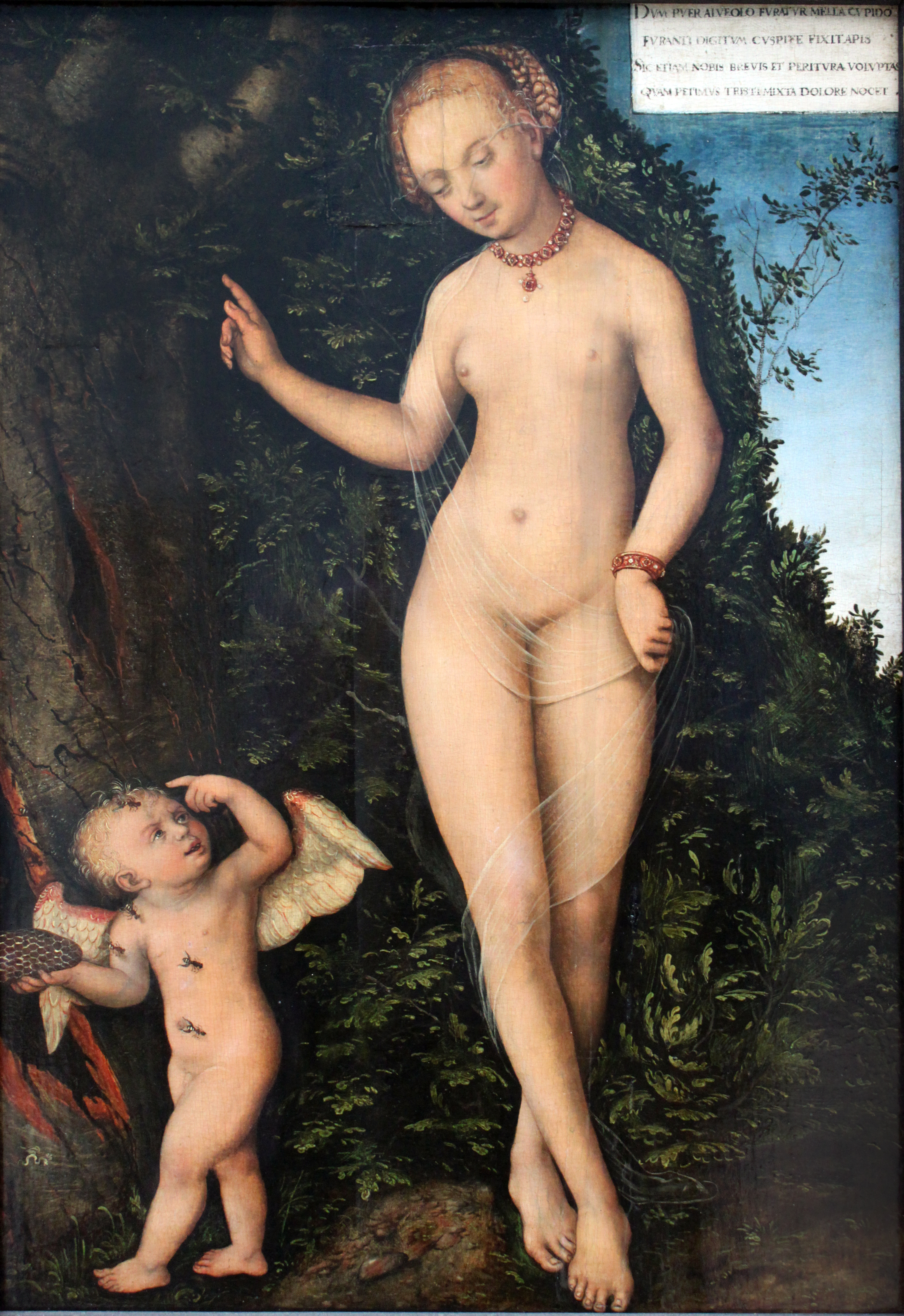
Venus y Cupido, el ladrón de miel (ca. 1537). Germanisches Nationalmuseum, Núremberg